# Comeré callado, Vol. 2
Comeré Callado, Vol. 2, es el nombre del séptimo álbum de estudio del cantante de música regional mexicana, Gerardo Ortíz. Fue lanzado el 27 de abril de 2018 por el sello discográfico DEL Records y Sony Music Latin.

## Crítica
Nueva producción a ritmo de banda grabada en Mazatlán, Sinaloa. El primer sencillo «El aroma de tu piel» alcanzó el top 5 de las listas de popularidad. Este álbum además de incluir temas inéditos, también incluye algunos de sus éxitos como «Regresa hermosa», «Para que lastimarme» y «El M» en versión banda. Puede considerarse como un álbum de B-Sides. 
Este álbum ha tenido gran recepción en los Estados Unidos, sin embargo, ha tenido poca acogida en México en comparación a otros trabajos.

## Lista de canciones
| N.º   | Título                                           | Escritor(es)                                    | Duración |  |
| 1.    | «El aroma de tu piel (Ranchera)»                 | Brian Sandoval                                  | 2:52     |  |
| 2.    | «Corrido del M (Corrido)» (versión banda)        | Gerardo Ortiz                                   | 2:30     |  |
| 3.    | «Egoísta (Balada)»                               | Joss Favela                                     | 2:54     |  |
| 4.    | «Regresa hermosa (Ranchera)» (versión banda)     | Gerardo Ortiz · Jerry Demara · Ángel del Villar | 2:57     |  |
| 5.    | «Te suplico (Bolero)»                            | Gerardo Ortiz                                   | 2:55     |  |
| 6.    | «El del cigarro (Corrido)» (versión banda)       | Gerardo Ortiz                                   | 1:54     |  |
| 7.    | «Para qué lastimarme (Ranchera)» (versión banda) | Gerardo Ortiz · Jerry Demara · Ángel del Villar | 3:00     |  |
| 8.    | «Y cómo quieres (Charanga)»                      | Omar Tarzón · Aníbal Sánchez Galindo            | 2:02     |  |
| 9.    | «Cansado (Balada)»                               | Gerardo Ortiz                                   | 2:53     |  |
| 10.   | «Los secretos de tu piel (Ranchera)»             | Gerardo Ortiz · Jesús Chairez                   | 2:31     |  |
| 11.   | «Claro (Balada)»                                 | Joss Favela                                     | 3:41     |  |
| 12.   | «Comeré callado (Corrido)» (versión banda)       | Danilo Avilez                                   | 1:55     |  |
| 13.   | «Te creía todito (Balada)»                       | Gerardo Ortiz                                   | 3:27     |  |
| 14.   | «Mírame (Balada)»                                | Fernanda Díaz · Gussy Lau                       | 3:05     |  |
| 15.   | «Creí (Balada)»                                  | Edén Muñoz · Luciano Luna                       | 2:52     |  |
| 41:28 |                                                  |                                                 |          |  |

## Lista de posiciones

### Álbum
| Estados Unidos | US Latin Albums            | 2 |
| Estados Unidos | US Regional Mexican Albums | 1 |
| México         | Top 20 (AMPROFON)          | 6 |

### Sencillos
| Año                                                             | Título                | Posiciones     | Posiciones     | Posiciones             | Posiciones      | Posiciones         |
| Año                                                             | Título                | México General | México Popular | América Latina Popular | USA Latin Songs | USA Regional Songs |
| --------------------------------------------------------------- | --------------------- | -------------- | -------------- | ---------------------- | --------------- | ------------------ |
| 2018                                                            | «El aroma de tu piel» | 5              | 3              | 5                      | 30              | 3                  |
| 2018                                                            | «Egoísta»             | —              | —              | —                      | —               | 34                 |
| «—» indica un tema que no se posicionó en las listas de éxitos. |                       |                |                |                        |                 |                    |